# آنا کرچ
آنا کُرچ (لهستانی: Anna Korcz؛ زادهٔ ۳۰ ژوئیهٔ ۱۹۶۸) بازیگر اهل لهستان است.
از فیلم‌ها یا مجموعه‌های تلویزیونی که وی در آن‌ها نقش داشته‌است، می‌توان به سرگذشت استاد تواردوفسکی، گوش آقای رئیس، نشانه‌گذاری‌شده، در خیابان سپولنی و شوپن: میل به عاشقی اشاره نمود.